# Ґемба Коїтіро
Ґе́мба Коїтіро́ (яп. 玄葉光一郎, げんば こういちろう) 20 травня 1964 — японський політичний і державний діяч. Член Демократичної партії Японії. Міністр закордонних справ Японії з 2 вересня 2011 до 26 грудня 2012.
Народився в містечку Фунехікі повіту Тамура префектури Фукусіма, в родині державних службовців. 1987 року закінчив юридичний факультет Софійського університету в Токіо. Одразу після цього вступив до Інституту керування і управління Мацусіта, заснованого першим президентом компанії Panasonic Мацусіта Коносуке. З 1993 року депутат Палати представників Японії від префектури Фукусіма. З 2010 року перебував на різних міністерських посадах у кабінеті міністрів Японії.
2 вересня 2011 року зайняв посаду міністра закордонних справ Японії в кабінеті прем'єр-міністра Йосіхіко Ноди.